# Padrela e Tazem
Padrela e Tazem es una freguesia portuguesa del concelho de Valpaços, con 28,64 km² de superficie y 469 habitantes (2001). Su densidad de población es de 16,4 hab/km².